# Pino Presti
Pour les articles homonymes, voir Presti.
Pino Presti, pseudonyme de Giuseppe Prestipino Giarritta, né à Milan, en Italie, le 23 août 1943, est un chef d’orchestre, arrangeur, bassiste, compositeur, producteur de musique. Également artiste martial, il a obtenu le 5e dan de karaté Shotokan en 1987.
Il a été l'un des premiers musiciens italiens, à l'âge de 17 ans, à s’intéresser à la basse électrique, devenant en peu de temps l'un des interprètes les plus représentatifs et des plus demandés. Sa manière novatrice de jouer, l'élaboration harmonique qui lui venait de l'étude du piano, la capacité d'aborder - sans frontières stylistiques - la pop, le jazz, le funk et la musique latine, lui ont permis de collaborer avec des artistes de la musique italienne et internationale : Mina, Gerry Mulligan, Astor Piazzolla, Quincy Jones, Shirley Bassey, Wilson Pickett, Maynard Ferguson, Stéphane Grappelli, Shirley Bunnie Foy, Aldemaro Romero, Tullio De Piscopo, etc.,,,,.
Tout aussi significative, sa carrière en tant qu'arrangeur et chef d'orchestre, commencé en 1971 aux côtés de Mina, pour laquelle il a contribué à la réalisation de chapitres importants de sa discographie. Il est internationalement reconnu comme l'un des grands noms de la musique italienne,,,,.

## Biographie

### Débuts
Pino Presti, fils d’artiste (son père Arturo Prestipino Giarritta était un violoniste reconnu), a commencé l’apprentissage de la musique classique à l’âge de six ans. Il commence sa carrière de musicien au début des années 1960 à l'âge de 17 ans en tant que chanteur-bassiste dans les clubs et instrumentaliste dans les studios d'enregistrement. Lorsque ses obligations en qualité de musicien dans les studios sont devenues plus envahissantes, malgré un contrat en tant que chanteur avec la Durium de Milan, il décide de se consacrer uniquement à la musique. Il enregistre  avec des artistes italiens tels que : Mina, Giorgio Gaber, Ornella Vanoni, Gino Paoli, Bruno Lauzi, Fabrizio De André, Sergio Endrigo, Mia Martini, Franco Battiato, Adriano Celentano, Milva, Pino Donaggio, Gigliola Cinquetti, Caterina Caselli, Bobby Solo, Fausto Leali, Michele, Ivan Graziani et Loredana Bertè.

### Succès avec Mina (1971-1978)

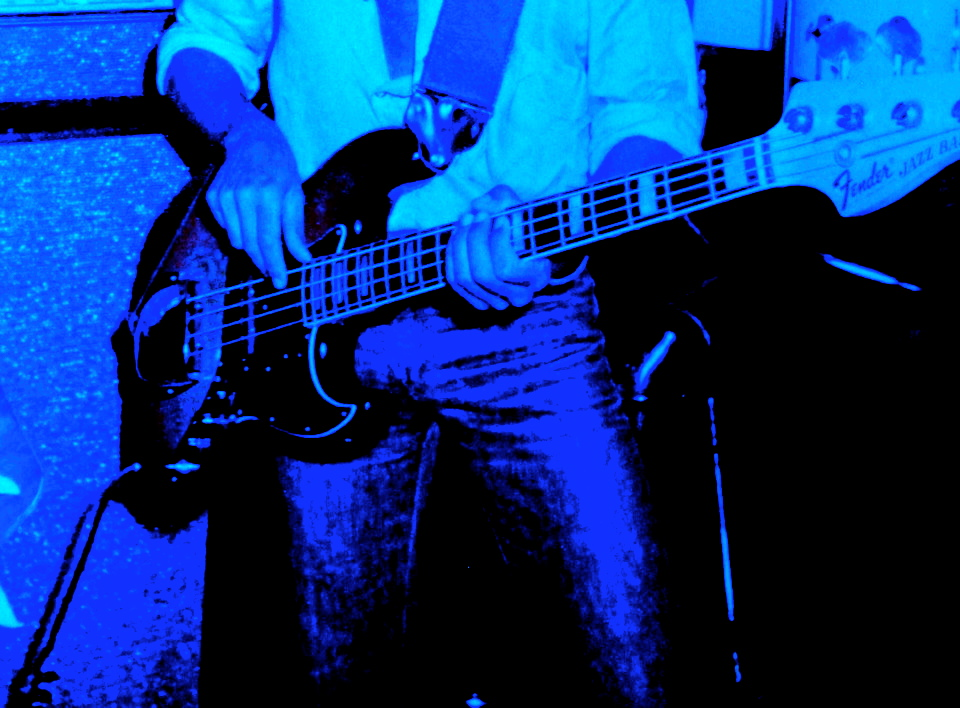
Pino Presti live

Après avoir été « son » bassiste attitré en studio comme en tournée, Pino Presti est devenu arrangeur, chef d’orchestre (jusqu’à ses derniers spectacles publics au théâtre Bussoladomani en 1978) et parfois vocaliste (comme dans la chanson Flamingo) pour Mina pour laquelle
entre 1971 et 1978 il a arrangé et dirigé 86 titres, comme Grande grande grande (Never Never Never), E penso a te, L'importante è finire, E poi, Città vuota (version de 1978), La pioggia di marzo, Fiume azzurro, Domenica sera et d'autres chansons dans les albums : Mina, Cinquemilaquarantatre, Frutta e verdura, Amanti di valore, Baby Gate, La Mina, Singolare, Mina con bignè, Mina Live '78…
Pour la chanteuse il a composé quatre morceaux : Tentiamo ancora, pour l'album Frutta e verdura (1973), L'amore è un'altra cosa, pour Mina® (1974), Amante amore, pour Mina con Bignè (1977), Bignè, pour Ridi pagliaccio (1988).
Après leretour sur scène de Mina, qui a eu lieu au théâtre Bussoladomani de Viareggio le 24 juin 1978, Nantas Salvalaggio, dans son commentaire sur l'évènement, dans les colonnes du quotidien il Giorno di Milano a écrit : « Mina était accompagnée par un orchestre de grand show de Las Vegas ».
La presse italienne et étrangère a défini le concert d'inauguration de Mina comme « triomphant » et a souligné l'importante contribution de l'orchestre (14 musiciens et choristes) « dirigé par le maître Pino Presti,, ».

### Collaborations
« Il a participé aussi à de véritables révolutions musicales comme le Tango nuevo avec Astor Piazzolla... »

Entre les années 1970 et 1980, Pino Presti a collaboré avec Wilson Pickett, Shirley Bassey, Quincy Jones, Gerry Mulligan, Astor Piazzolla, Maynard Ferguson, Shirley Bunnie Foy, Stéphane Grappelli, Aldemaro Romero, Eartha Kitt, Brian Auger, Caterina Valente, Bill Conti, George Aghedo, Hugo Heredia, Maurice Vander pour des enregistrements discographiques et /ou des concerts,.
Pour l'enregistrement de Libertango, avec Astor Piazzolla et de l'album Summit - Reunión cumbre de Gerry Mulligan et Astor Piazzolla, il apparait avec son vrai nom Giuseppe Prestipino, ainsi que dans les albums La Onda Màxima et Onda Nueva Instrumental du pianiste, compositeur, arrangeur vénézuélien Aldemaro Romero,.
En avril 1975, au cours de sa tournée européenne avec Mulligan et Piazzolla il joue  à l'Olympia (Paris) et au World Music Festival de Palma de Majorque.
La formation était constituée de Gerry Mulligan (saxophone baryton), Astor Piazzolla (bandonéon), Tom Fay (piano), Pino Presti (basse), Tullio De Piscopo (batterie), Sergio Farina (guitare électrique), Waldo de los Rios (orgue).
Gerry Mulligan introduisait la première partie de concert, Astor Piazzolla la seconde, et la troisième réunissait les deux artistes sur l'interprétation dédiée aux thèmes de l'album Summit-Reunion Cumbre.

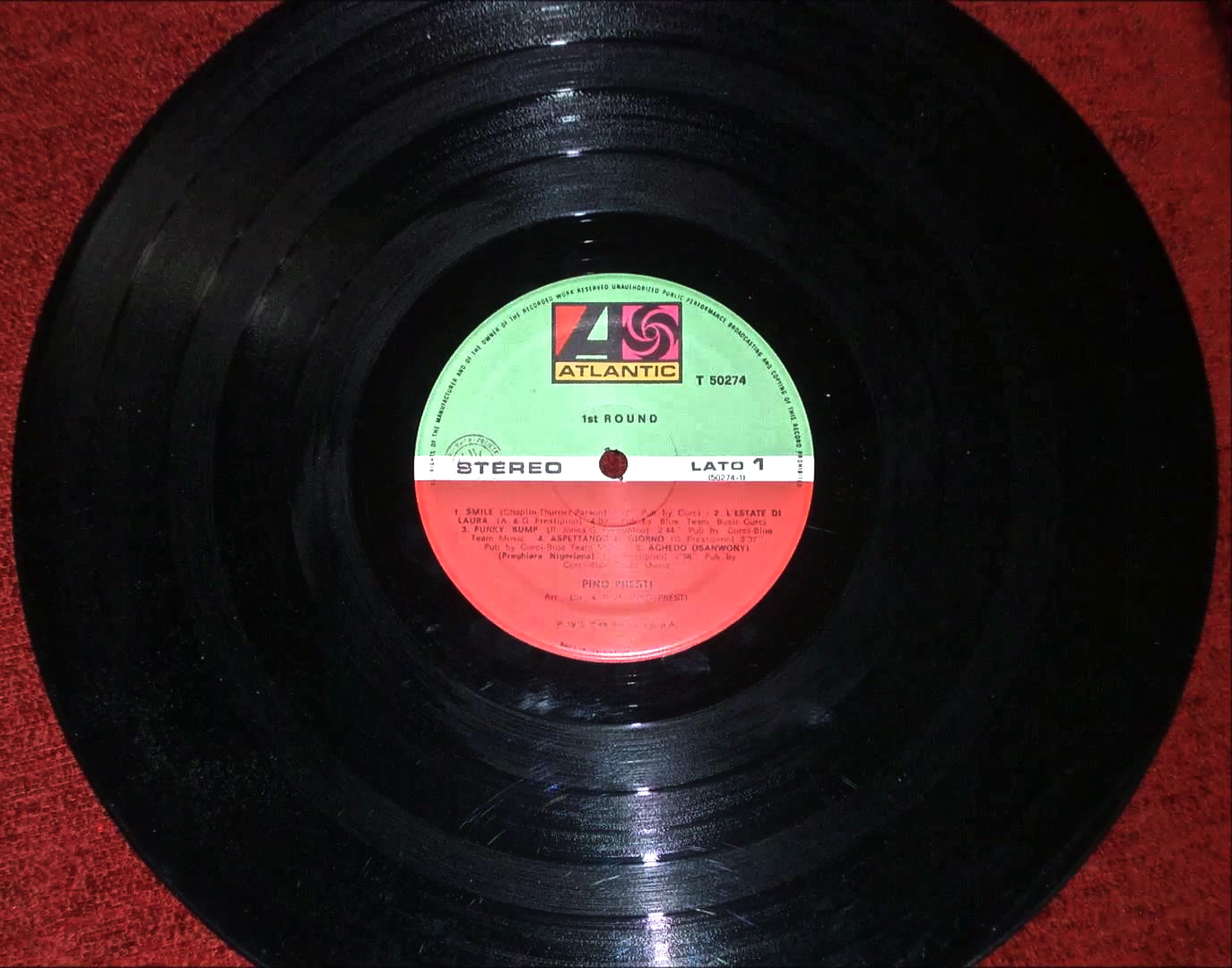
1st Round (label)

Parmi les italiens avec qui il a collaboré figurent Nuccio Rinaldis (Ingénieur du son), Franco Cerri, Severino Gazzelloni, Gianni Bedori, Bruno De Filippi, Tullio De Piscopo, Oscar Valdambrini, Giorgio Baiocco, Ellade Bandini, Giorgio Calabrese, Enzo Trapani (metteur en scène pour la télévision), Carlo Pes, Puccio Roelens, Alfredo Golino, Massimo Luca, Barimar, Nando De Luca, Claudio Pascoli...
En 1976 Pino Presti a réalisé et produit pour le label Atlantic Records, le premier album italien de musique dance-funk 1st Round, ayant comme morceaux de prédilection Smile, Funky Bump, L'estate di Laura, Sunny.
En 1977 il signe un contrat avec Rai 2 pour la direction d'orchestre et la composition des musiques originales du show télévisé Auditorio A, mis en scène par Stefano De Stefani. À cette occasion, il a dirigé un grand orchestre composé de 56 musiciens et les interprètes suivants : Gino Paoli, Sergio Endrigo, Milva, Pino Daniele, Maynard Ferguson, Angelo Branduardi, Rino Gaetano, Fausto Leali, Banco, Giorgio Baiocco. Suivirent C'era due volte (1980) mis en scène par Enzo Trapani et Il Cappello sulle Ventitré (1983) mis en scène par Fernanda Turvani,,.,
À partir du début des années 1980 , il a réalisé et produit des disques sous divers pseudonymes pour des labels tels que : Polydor, Polygram, Baby Records, Barclay, Edizioni Curci, Durium, Ricordi, Joker, SAAR et les indépendants Emergency, Soul Xpression, Level One, Self.

### Depuis les années 2000
En 2009 il a réalisé et produit en France l'album A La Costa Sud (La Musique De La Côte D'Azur) (Edizioni Curci), avec 28 chanteurs et musiciens, venant de différents pays et continents, se produisant habituellement sur la Côte d'Azur.
En 2011 il a créé et composé, en exclusivité pour Grand Héritage Hôtel Group (et tous les Médias connectés), un album de cinq heures de musique comprenant divers styles : du Classique jazz au Nu jazz, de la Bossanova à la World music et à l'Ambient.
En 2013 Presti a coproduit l'album tribute à la carrière de la chanteuse américaine Shirley Bunnie Foy Shirley Bunnie Foy (60th Anniversary) publié par le label MAP Golden Jazz, avec la participation des grands musiciens qui l'ont accompagnée pendant sa longue carrière : Tony Scott, Archie Shepp, Lou Bennett, Franco Cerri, Jean-Sébastien Simonoviez, Pierre Franzino et bien d'autres.
En 2014 a composé et coproduit l'album  Deep Colors (réalisé par Mad Of Jazz), en collaboration avec les musiciens / compositeurs Claudio et Andrea Calzolari.
En 2016 a composé et réalisé la musique pour la campagne publicitaire de l'entreprise italienne Scavolini.
En 2019 a composé la musique du livre (+cd audio) Eco nel vento, de la poétesse italienne Tania Cantone.  (ISBN 978-88-94866-19-3)

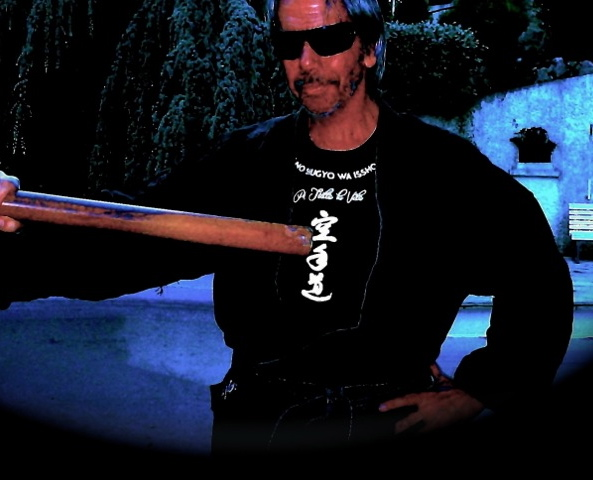
Pino Presti à Nice en 2016 松濤館流 KARATE NO SHUGYO WA ISSHO DE ARU

En mai 2023, l'album vinyle Pino Presti & Garden Planet - Sharade est sorti, également en format numérique, sur les principales plateformes de téléchargement,.
Le 6 février 2025, la compilation Soulful Touches produite par Pino Presti et distribuée par Planet Distribution, est publiée et promue dans les principaux magasins numériques.
Le 25 mars 2025, coïncidant avec l'anniversaire de Mina, le projet Mina Arrranger Pino Presti : Finali Strumentali a été publié sur les principales plateformes numériques,.
Il vit à Nice depuis 2004.

## Art Martial
De 1967 à 1985 il a fréquenté à Milan les cours de karaté et de Goshindo donnés par Sensei Hiroshi Shirai. Il s'est aussi entraîné lors de stages dirigés par d'autres Maîtres japonais renommés tels que Taiji Kase, Hidetaka Nishiyama, Keinosuke Enoeda, Takeshi Naito, Hideo Ochi. Il a obtenu le cinquième Dan à Rome en 1987, grade reconnu mondialement par la WUKO (World Union of Karate-do Organizations).

## Discographie partielle

### Albums
- 1976 : 1st Round (Atlantic Records, T 50274)
- 1985 : On The Lifeline (LCS, L 101/85)
- 1990 : Maja Andina (SAAR Records, LPSR 7009)
- 1990 : Maja Andina (Joker, CD 44144)
- 2009 : A La Costa Sud (Edizioni Curci, Curci 014)
- 2011 : Café Ipanema 2011 (Rambling Records)
- 2013 : Shirley Bunnie Foy (60th Anniversary) (MAP Golden Jazz, GCDJ 1952)
- 2014 : Deep Colors (MAP/ Paper Moon, PMR CD 119)
- 2023 : Pino Presti & Garden Planet - Sharade (Private Recordings / Best Record Italy, LP P 475001) Juno Records
- 2024 : 1st Round - Digital Remastered 2024 (Planet Records)
- 2025 : Soulful Touches (Planet Distribution) [38]

## Bibliographie

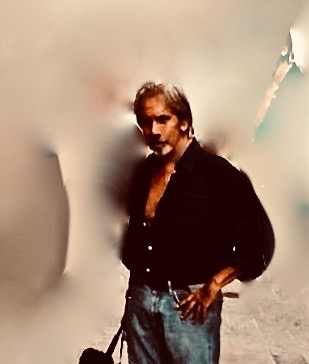
Pino Presti, août 2021 Digital painting

### Singles
- 1964 : Rimani ancora/Oh! Jenny (Durium, CN A 9137)
- 1969 : In un posto fuori dal mondo/Messaggio d'amore (Belldisc, BD 8014)
- 1970 : Karin/No sabe (Dischi Ricordi, SRL 10627)
- 1975 : Smile/L'estate di Laura (Atlantic Records, T 10688)
- 1976 : Funky Bump/C.so Buenos Ayres (Atlantic Records, T 10811)
- 1977 : Shitân Disco Shitân (Barclay, 620 385)
- 1979 : You Know The Way part I/You Know The Way part II (Baby Records, BR 095)
- 1980 : You Know The Way Vinyl 12" 33 tours 1/3 (Emergency Records EMDS 6502)
- 1980 : Money (That What I Want) Vinyl 12" 33 tours 1/3 (Baby Records, BR 50204)
- 1983 : Dancing Nights/And I Love Her (Polydor, 813 726-7)
- 1991 : Ya No Puedo Vivir (The Bush Remixes) Vinyl 12" 33 tours 1/3 (Blow Up Disco, BU 0068)
- 1992 : Once Again Now Vinyl 12" 33 tours 1/3 (Soul Xpression, SEX 9205)
- 2005 : Feel Like a Woman (Self Records, MEL 0513 CDS)
- 2015 : Jazz Carnival (Map, MPF 5-015)
- 2015 : Funky Bump (Unreleased Original Extended Version)/Funky Bump (Original 7" Version), (Best Record Italy, BST X001)
- 2015 : Disco Shitân (Long Version) (Best Record Italy, BST-X005)
- 2016 : You Know The Way (Disco Version by Tee Scott), (Best Record Italy, BSTX010)
- 2017 : To Africa / Soul Makossa EP (Best Record Italy, BST-X018)
- 2018 : Pino Presti Featuring Roxy Robinson -  You Know Why - EP (Best Record Italy, BST-X027)
- 2018 : Lookin’For - Digital version Spotify Lookin' For (Edizioni Curci)
- 2020 : Stefano Ritteri Featuring Pino Presti - Come Back To Me - EP (Spaziale Recordings) - Come Back To Me
- 2025 : Mina Arranger Pino Presti : Finali Strumentali - EP ffm.to[36].

## Les albums d'autres artistes, dans lesquels il a collaboré

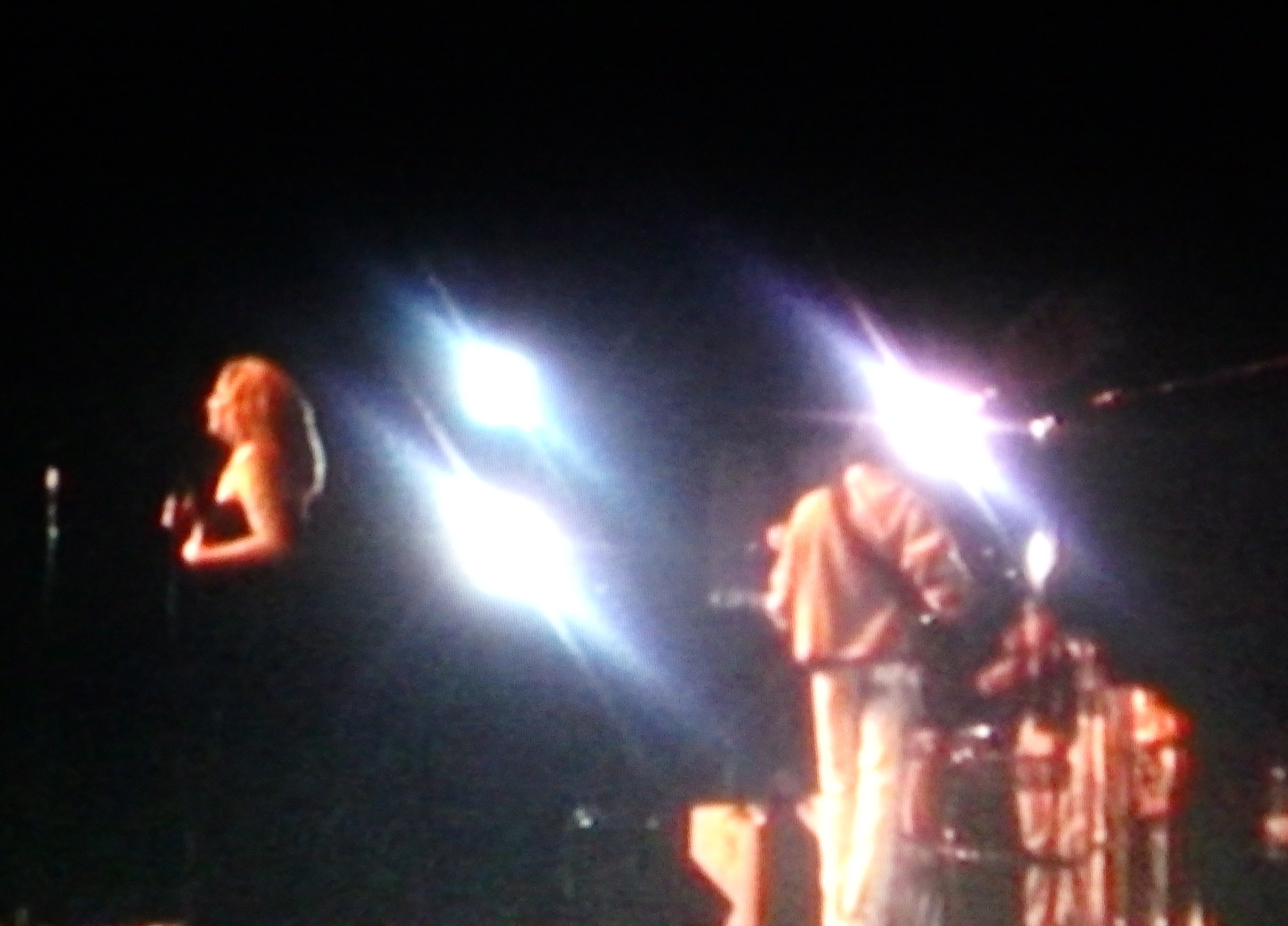
Mina & l'orchestre de Pino Presti en 1978.

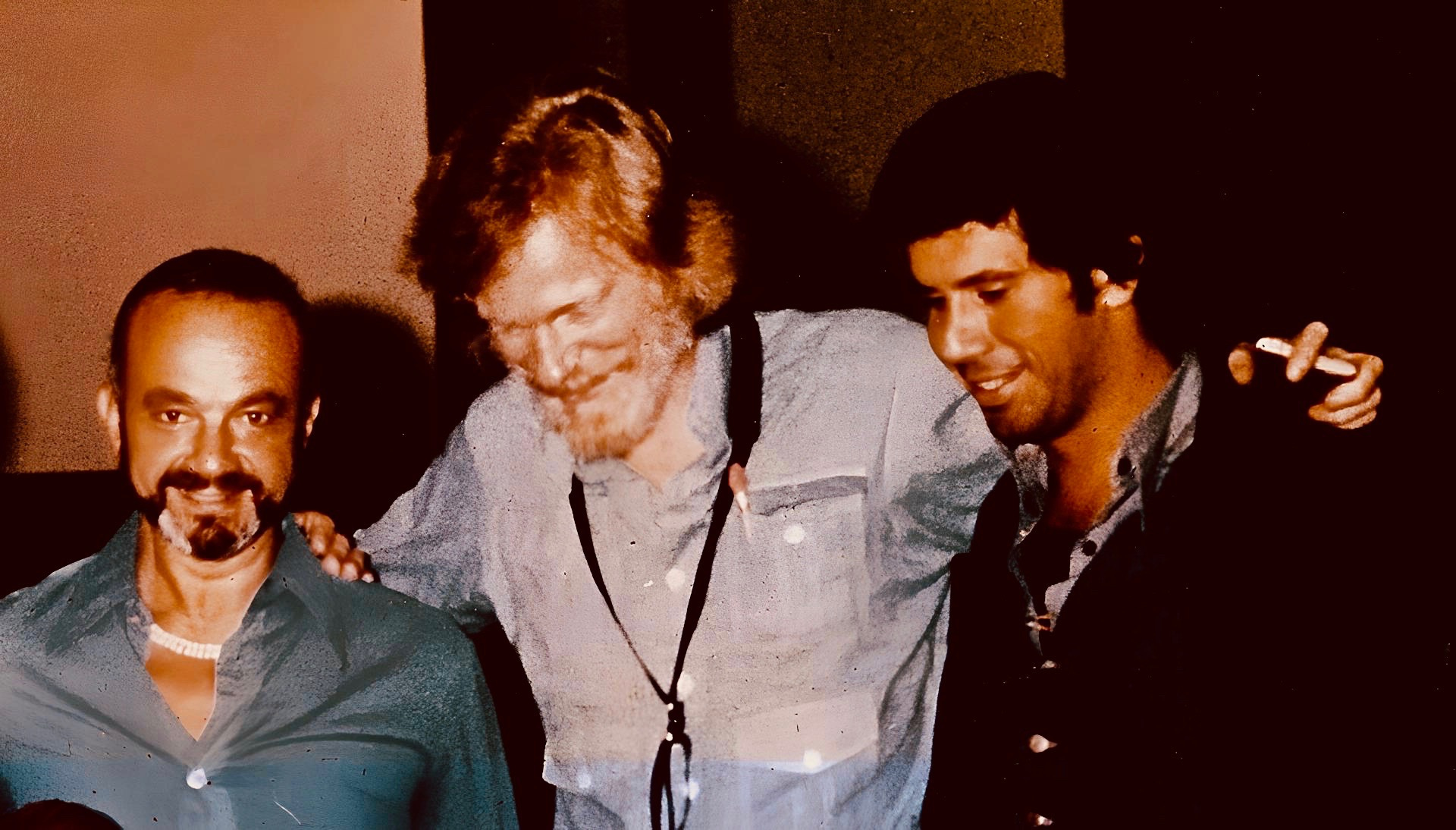
Summit-Reunion Cumbre: Pino Presti avec Gerry Mulligan et Astor Piazzolla (1974)